# Relaciones Afganistán-Chile
Las relaciones Afganistán-Chile son las relaciones internacionales entre el Emirato Islámico de Afganistán y la República de Chile.

## Historia
Tras la caída de Kabul en 2021, el canciller chileno Andrés Allamand señalo que «el triunfo del Talibán en Afganistán es una desgracia para el mundo y una tragedia para las mujeres, que verán avasalladas sus garantías individuales», manifestando que el Ministerio de Relaciones Exteriores colaborará con otros países para ayudar a evacuar a mujeres líderes de organizaciones de derechos humanos en Afganistán.
El 26 de agosto de 2021, el mismo Ministerio de Relaciones Exteriores anunció además que está realizando gestiones para recibir a más de 300 refugiados afganos que corren peligro debido a la victoria talibán en Afganistán, quienes han salido rumbo al país sudamericano desde Pakistán e Irán.

## Relaciones comerciales
En materia económica, el intercambio comercial entre ambos países ascendió a los 20 mil dólares estadounidenses en 2021, consistentes exclusivamente de exportaciones de Afganistán a Chile de productos tales como vehículos, prendas de vestir y alfombras.

## Misiones diplomáticas
- Afganistán no tiene una acreditación para Chile.
- Chile está acreditado ante Afganistán desde su embajada en Teherán, Irán.[5]